# Palaeosmodicum hamiltoni
Palaeosmodicum hamiltoni là một loài bọ cánh cứng trong họ Cerambycidae.